# Universität Girne
Die Universität Girne, türkisch Girne Üniversitesi (GÜ), englisch University of Kyrenia (UOK), ist eine 2013 gegründete Universität in Girne-Kyrenia in der Türkischen Republik Nordzypern. Es ist die erste Universität in der Türkischen Republik Nordzypern, die auf Maritime Studien spezialisiert war. Inzwischen wurde das Studienangebot ausgeweitet.

## Organisation
2016 war die Universität in drei Fakultäten und eine Akademie untergliedert:
- Fakultät für Maritime Studien: Deckinstitut, Institut für Schiffstechnik
- Fakultät für Maritime Steuerung und Verwaltung: Institut für Maritime Steuerung und Verwaltung, Institut für Maritimen Transport and Logistik
- Fakultät für Meereswissenschaften: Institut für Meeresbiologie, Wirtschaft und Meereskunde, Institut für Fischerei-Technologie

- Akademie für Meerestechnik: Institut für Meerestransport und Verwaltung (Deck), Institut für Maritime Verwaltung und Operationen, Institut für Schiffsmaschinen

2024 werden zudem weitere Fakultäten mit den jeweiligen Abteilungen aufgeführt:
- Fakultät für Architektur
- Fakultät für Gesundheitswissenschaften
- Fakultät für Ingenieurwissenschaften: Civil Engineering, Computer Engineering, Electrical and Electronics Engineering, Mechanical Engineering, Software Engineering
- Fakultät für Luft- und Raumfahrt
- Fakultät der Künste und der Naturwissenschaften: Psychologie
- Fakultät für Pharmazie
- Fakultät für Tourismus
- Fakultät für Wirtschafts- und Verwaltungswissenschaften
- Fakultät für Zahnmedizin
- Juristische Fakultät
- Medizinische Fakultät

Zusätzlich existieren mehrere weitere Akademien (vocational schools) für praxisnahe Ausbildungen.